# Клиновка (Мордовия)
Клиновка — село, центр сельской администрации в Ковылкинском районе. Население 155 чел. (2001), в основном русские.
Расположено в 20 км от районного центра и 5 км от железнодорожной станции Самаевка. Название-антропоним: владельцами этого населенного пункта были Климовы, служилые люди на Пензенской засечной черте. В 18—19 вв. Климовка была переименована в Клиновку по аналогии с названием «Красный Клин», «Клин», «Зелёный Клин». В «Списке населённых мест Пензенской губернии» (1869) Клиновка — деревня казённая из 87 дворов Наровчатского уезда. В 1913 г. в селе было 174 двора (1 045 чел.); имелись 3 синильных завода, пекарня, 2 маслобойни, 3 яичных склада, 3 лавки. В 1931 г. в Клиновке насчитывалось 226 дворов (1 156 чел.). В начале 1930-х гг. был создан колхоз им. Ленина (центральная усадьба в с. Перевесье), с 1963 г. — им. 22-го партсъезда, с 1997 г. — СХПК «Клиновский». В современной Клиновке — основная школа, библиотека, Дом культуры, медпункт, отделение связи. В Клиновскую сельскую администрацию входят с. Перевесье (102 чел.), Самаевка (78) и Чепурновка (233 чел.).

## Источник
- Энциклопедия Мордовия, Т. Н. Охотина.